# Johannes Ericsson
Johannes Ericsson, född 11 juli 1976, är en svensk före detta fotbollsspelare. Han är främst känd för att ha representerat Gefle IF i Allsvenskan.
Ericsson spelade sexton raka säsonger för Gefle IF, från 1994 tills då han slutade med elitfotboll 2009. Han spelade sammanlagt 388 matcher för föreningen. Han spelade sedan fotboll i division 2 med Strömsbergs IF, parallellt som han arbetade som brevbärare, något han även gjorde under elitkarriären.